# Les Anges dans nos campagnes
Les Anges dans nos campagnes (zahlreiche deutsche Übersetzungen, wie: „Hört der Engel helle Lieder“, „Hört ihr, wie die Engel singen“, „Engel auf den Feldern singen“, „Engel haben Himmelslieder“, „Engel bringen frohe Kunde“) ist ein französisches Weihnachtslied. Text und Melodie stammen aus Frankreich. Die Entstehung wird gemeinhin auf das 18. Jahrhundert datiert. Die älteste gedruckte Quelle ist die Sammlung Choix de cantiques sur des airs nouveaux (1842) des Abbé Louis Lambillotte. Es gibt unterschiedliche Versionen des Liedes. Der Text beruht frei auf der Verkündigung der Engel an die Hirten aus der Weihnachtsgeschichte (Lk 2,8–18 ). Der lateinische Refrain Gloria in excelsis Deo bedeutet: „Ehre sei Gott in der Höhe.“

## Rezeption
Es gibt zahlreiche Bearbeitungen und unzählige Aufnahmen des Liedes, das in viele Sprachen übersetzt wurde. Lieselotte Holzmeister schuf 1951 als erste Übertragung im deutschsprachigen Raum die im Fidula-Verlag erschienene Textfassung „Engel haben Himmelslieder“. Eine deutsche Textfassung stammt von Otto Abel (1905–1977) („Hört der Engel helle Lieder“). Sie entstand 1954 und fand Aufnahme in das Evangelische Gesangbuch (EG 54); dem Refrain ist dort ein Satz für drei gleiche Stimmen von Theophil Rothenberg beigegeben. Ebenfalls im Jahr 1954 verfasste Maria Luise Thurmair die deutsche Fassung „Engel auf den Feldern singen“, die im Gotteslob (2013) unter Nr. 250 enthalten und mit ö gekennzeichnet ist. Dort findet sich außerdem das Sternsingerlied „Seht ihr unsern Stern dort stehen“ von Diethard Zils zur selben Melodie (Nr. 262). Der Salzburger Komponist Cesar Bresgen schuf zwei Arrangements, die bei den Verlagen Doblinger und Schott erschienen sind. Johannes Haas schuf die deutsche Textfassung „Engel bringen frohe Kunde“. Von Manfred Paul erschien 1972 eine Übersetzung unter dem Titel „Friede, Freude hier auf Erden“. Rolf Zuckowski veröffentlichte 1987 seine Textfassung „Hört ihr, wie die Engel singen“.

## Text
Les anges dans nos campagnes

ont entonné l’hymne des cieux;

et l’écho de nos montagnes

redit ce chant mélodieux.

|: Gloria in excelsis Deo! :|

Bergers, pour qui cette fête?

Quel est l’objet de tous ces chants?

Quel vainqueur, quelle conquête

mérite ces cris triomphants?

|: Gloria in excelsis Deo! :|

Ils annoncent la naissance

du libérateur d’Israël;

et pleins de reconnaissance

chantent en ce jour solennel.

|: Gloria in excelsis Deo! :|

## Videos
- Video auf YouTube, Petits Chanteurs à la Croix de Bois in der Église Sainte-Jeanne-d'Arc de Versailles
- Audio auf YouTube, Chorfassung, ORA Singers